# النشم
قرية النشم هي إحدى القرى التابعة لمنطقة الباحة والتي تقع بين تهامة والسراة في المملكة العربية السعودية. تمتاز بطبيعة توسطها بجوها المعتدل عن باقي قطاع تهامة. وتمتاز قرية النشم بوضع خاص عن الديار المجاورة لها بجمال الطبيعة. وحيث أنها قرية صغيره تحيطها الجبال من كل جانب. فمن الشرق جبل يسرى والذي يبلغ ارتفاعه.حوالي 900 قدم عن أرض القرية، وأشهر مرتفع في هذ ا الجبل يسمى وساح النملة، ويشترك مع سلسلة جبال السروات المشهورة. 
ويشترك أيضا بجبل تلاع الذي يحيط القرية من الشمال الشرقي ويشتبك مع جبل متوسط قرى المضحاه ويمتد هذ الجبل حتى نهاية القرية. كما يحيط القرية من الجنوب والجنوب الغربي جبل نيس المشهور في منطقة الباحة والذي يبلغ قدر ارتفاعه ب 2400 قدم تقريباً.